# Salisbury (Nova York)
Salisbury és una població dels Estats Units a l'estat de Nova York. Segons el cens del 2000 tenia 12.341 habitants.

## Demografia
Segons el cens del 2000, Salisbury tenia 12.341 habitants, 4.015 habitatges, i 3.340 famílies. La densitat de població era de 2.770,3 habitants per km².
Dels 4.015 habitatges en un 37,2% hi vivien nens de menys de 18 anys, en un 69,9% hi vivien parelles casades, en un 10,4% dones solteres, i en un 16,8% no eren unitats familiars. En el 13,9% dels habitatges hi vivien persones soles el 8,3% de les quals corresponia a persones de 65 anys o més que vivien soles. El nombre mitjà de persones vivint en cada habitatge era de 3,06 i el nombre mitjà de persones que vivien en cada família era de 3,35.
Per edats la població es repartia de la següent manera: un 24,4% tenia menys de 18 anys, un 7,1% entre 18 i 24, un 28,2% entre 25 i 44, un 24,7% de 45 a 60 i un 15,6% 65 anys o més.
L'edat mediana era de 39 anys. Per cada 100 dones de 18 o més anys hi havia 89,5 homes.
La renda mediana per habitatge era de 73.641 $ i la renda mediana per família de 81.110 $. Els homes tenien una renda mediana de 50.503 $ mentre que les dones 37.002 $. La renda per capita de la població era de 27.579 $. Entorn de l'1,9% de les famílies i el 3,7% de la població estaven per davall del llindar de pobresa.